# Wolfgang Müller (Heimatforscher)
Wolfgang Müller (* 28. November 1923; † 1. Mai 2000) war ein deutscher Heimatforscher und Leiter des Kultur- und Verkehrsamtes in Homburg.

## Leben
Er wurde als Sohn des Ministerialdirigenten Adolf Müller und dessen Ehefrau Elsa Müller, geb. Anemüller in Berlin geboren. Seine Kindheit verbrachte er in Berlin. Direkt nach dem Notabitur wurde er 1942 in den Militärdienst eingezogen. Er wurde im Raume Leningrad eingesetzt und geriet während des Rückzuges über Pillau in Kopenhagen in amerikanische Gefangenschaft. Aus dieser wurde er im Herbst 1945 entlassen.
Er begann 1953 mit einem Jurastudium in Heidelberg. Er wechselte dann 1957 zur Regionalzeitung Die Rheinpfalz als Volontär nach Ludwigshafen. Danach wurde er in der Lokalredaktion Pirmasens eingesetzt. Mit der Ausdehnung der Rheinpfalz in Richtung Saarland nach dessen Anschluss an die Bundesrepublik leitete er bis 1970 die Lokalredaktion der Westpfälzischen Rundschau in Homburg. In dieser Zeit förderte er durch die Veröffentlichung von Fachartikeln und aktive Mitarbeit die archäologischen Ausgrabungen zum Römermuseum Schwarzenacker.
Anfang der Siebziger Jahre wurde er als Kulturamtsleiter der Stadt Homburg eingestellt. Während dieser Zeit beschäftigte er sich vor allem mit der Stadtgeschichte, den römischen Ausgrabungen in Schwarzenacker, der Restaurierung des Edelhauses in Schwarzenacker und mit Grabungen rund um die Merburg in Kirrberg.
Am 1. Mai 2000 verstarb er und wurde auf dem Friedhof in Kirrberg beigesetzt. Der heimatkundliche Teil seines Erbes wurde dem Stadtmuseum Homburg vermacht und ist öffentlich zugänglich.

## Schriften
- Die Silberwaage von der Merburg, 25./26. Bericht der staatlichen Denkmalpflege im Saarland, 1978/79
- Homburg. Bilder der Erinnerung. Ermer, Homburg-Saarpfalz 1984. ISBN 3-924653-00-3
- Brückenfundamente in der Blies  Saarpfalz – Blätter für Geschichte und Volkskunde, 1990/3
- Malafels und Merburg – Von der Kultstätte zum Grafensitz, Sonderheft Saarpfalz – Blätter für Geschichte und Volkskunde, 1992
- Erinnerungen an Rudolf Ott Saarpfalz – Blätter für Geschichte und Volkskunde, 1998/4
- Homburg 650 Jahre Stadt. Redaktion und Gestaltung W. Müller. Herausgeber Stadt Homburg/Saar